# 天使湾
天使湾（La baie des Anges）是位于法国东南部尼斯市地中海沿岸的一个海湾，沿着海湾是著名的步行道盎格鲁街。

## 地理位置
|  |  |  |  |